# Native American Renaissance
Native American Renaissance is een in 1983 door de Amerikaanse literaire criticus Kenneth Lincoln bedachte term voor de heropleving van de inheems-Amerikaanse literatuur in de periode tussen 1969 en 1977.
"Renaissance" verwijst naar de verhoogde zichtbaarheid en bekendheid van de inheems-Amerikaanse literatuur in de uitgeverswereld sinds de Kiowa-auteur N. Scott Momaday in 1969 de Pulitzerprijs (literatuur) won voor zijn boek House Made of Dawn. Voor die tijd kregen inheemse schrijvers als William Apess, Sarah Winnemucca, Charles Eastman en Zitkala Saweinig weinig aandacht voor hun werk.

## Auteurs
Auteurs die doorgaans worden verbonden met deze literaire beweging:
- N. Scott Momaday, House Made of Dawn (1968)
- Duane Niatum, Ascending Red Cedar Moon (1974)
- Leslie Marmon Silko, Ceremony (1977)
- Gerald Vizenor, Darkness in Saint Louis Bearheart (1978)
- James Welch, Winter in the Blood (1974)
- Joy Harjo, The Last Song (1975)
- Barney Bush, Petroglyphs (1981)
- Simon J. Ortiz, From Sand Creek: Rising In This Heart Which Is Our America (1981)
- Louise Erdrich, Love Medicine (1984)
- Paula Gunn Allen, The Woman Who Owned the Shadows (1984)
- nila northSun, A snake in her mouth: poems 1974-96 (1997)